# UK Championship 2019
Lo UK Championship 2019 è il quattordicesimo evento della stagione 2019-2020 di snooker ed è la 43ª edizione di questo torneo che si è disputato dal 26 novembre all'8 dicembre 2019 a York in Inghilterra.
È il primo torneo stagionale della Tripla Corona.
Il 27 novembre Barry Hawkins ha realizzato il suo terzo 147 in carriera contro Gerard Greene.
Il torneo è stato vinto 10-6 dal cinese Ding Junhui che si aggiudica così il suo 3° UK Championship, il suo 4º torneo della Tripla Corona ed il suo 14º titolo Ranking in carriera.
| Campione in carica  | Ronnie O'Sullivan | 10-6       | 2020: | Ottavi di finale     |
| Finalista in carica | Mark Allen        | 10-6       | 2020: | Semifinali           |
| N° 1 del Ranking    | Judd Trump        | Judd Trump | 2020: | Sedicesimi di finale |

## Montepremi
- Vincitore: £200.000[5]
- Finalista: £80.000
- Semifinalisti: £40.000
- Quarti di finale: £24.500
- Ottavi di finale: £17.000
- Sedicesimi di finale: £12.000
- Trentaduesimi di finale: £6.500
- Miglior break della competizione: £15.000

## Partecipanti
| N°  | Giocatore             | Ranking      | Precedenti edizioni vinte                |
| --- | --------------------- | ------------ | ---------------------------------------- |
| 1   | Ronnie O'Sullivan     | 2            | 1993, 1997, 2001, 2007, 2014, 2017, 2018 |
| 2   | Judd Trump            | 1            | 2011                                     |
| 3   | Mark Williams         | 3            | 1999, 2002                               |
| 4   | Neil Robertson        | 4            | 2013, 2015                               |
| 5   | John Higgins          | 5            | 1998, 2000, 2010                         |
| 6   | Mark Selby            | 6            | 2012, 2016                               |
| 7   | Mark Allen            | 7            |                                          |
| 8   | Shaun Murphy          | 8            | 2008                                     |
| 9   | Kyren Wilson          | 9            |                                          |
| 10  | Barry Hawkins         | 10           |                                          |
| 11  | David Gilbert         | 11           |                                          |
| 12  | Stuart Bingham        | 12           |                                          |
| 13  | Jack Lisowski         | 13           |                                          |
| 14  | Stephen Maguire       | 14           | 2004                                     |
| 15  | Joe Perry             | 15           |                                          |
| 16  | Ding Junhui           | 16           | 2005, 2009                               |
| 17  | Ali Carter            | 17           |                                          |
| 18  | Gary Wilson           | 18           |                                          |
| 19  | Graeme Dott           | 19           |                                          |
| 20  | Yan Bingtao           | 20           |                                          |
| 21  | Thepchaiya Un-Nooh    | 21           |                                          |
| 22  | Ryan Day              | 22           |                                          |
| 23  | Jimmy Robertson       | 23           |                                          |
| 24  | Xiao Guodong          | 24           |                                          |
| 25  | Tom Ford              | 25           |                                          |
| 26  | Scott Donaldson       | 26           |                                          |
| 27  | Ricky Walden          | 27           |                                          |
| 28  | Matthew Selt          | 28           |                                          |
| 29  | Lyu Haotian           | 29           |                                          |
| 30  | Zhou Yuelong          | 30           |                                          |
| 31  | Noppon Saengkham      | 31           |                                          |
| 32  | Luca Brecel           | 32           |                                          |
| 33  | Anthony McGill        | 33           |                                          |
| 34  | Hossein Vafaei        | 34           |                                          |
| 35  | Mark Davis            | 35           |                                          |
| 36  | Mark King             | 36           |                                          |
| 37  | Michael Holt          | 37           |                                          |
| 38  | Martin O'Donnell      | 38           |                                          |
| 39  | Ben Woollaston        | 39           |                                          |
| 40  | Liang Wenbó           | 40           |                                          |
| 41  | Li Hang               | 41           |                                          |
| 42  | Kurt Maflin           | 42           |                                          |
| 43  | Matthew Stevens       | 43           | 2003                                     |
| 44  | Zhao Xintong          | 44           |                                          |
| 45  | Stuart Carrington     | 45           |                                          |
| 46  | Yuan Sijun            | 46           |                                          |
| 47  | Chris Wakelin         | 47           |                                          |
| 48  | Robert Milkins        | 48           |                                          |
| 49  | Michael Georgiou      | 49           |                                          |
| 50  | Sunny Akani           | 50           |                                          |
| 51  | Mark Joyce            | 51           |                                          |
| 52  | Peter Ebdon           | 52           | 2006                                     |
| 53  | Martin Gould          | 53           |                                          |
| 54  | Anthony Hamilton      | 54           |                                          |
| 55  | Alan McManus          | 55           |                                          |
| 56  | Daniel Wells          | 56           |                                          |
| 57  | Marco Fu              | 57           |                                          |
| 58  | Andrew Higginson      | 58           |                                          |
| 59  | Liam Highfield        | 59           |                                          |
| 60  | Lu Ning               | 60           |                                          |
| 61  | Robbie Williams       | 61           |                                          |
| 62  | Michael White         | 62           |                                          |
| 63  | Ken Doherty           | 63           |                                          |
| 64  | Sam Craigie           | 64           |                                          |
| 65  | Tian Pengfei          | 65           |                                          |
| 66  | Mei Xiwen             | 66           |                                          |
| 67  | Fergal O'Brien        | 67           |                                          |
| 68  | Luo Honghao           | 68           |                                          |
| 69  | Joe O'Connor          | 69           |                                          |
| 70  | Mike Dunn             | 70           |                                          |
| 71  | Jak Jones             | 71           |                                          |
| 72  | Zhang Anda            | 72           |                                          |
| 73  | Elliot Slessor        | 73           |                                          |
| 74  | Craig Steadman        | 74           |                                          |
| 75  | Sam Baird             | 75           |                                          |
| 76  | John Astley           | 76           |                                          |
| 77  | Alfie Burden          | 77           |                                          |
| 78  | Jordan Brown          | 78           |                                          |
| 79  | Lee Walker            | 79           |                                          |
| 80  | Oliver Lines          | 80           |                                          |
| 81  | Harvey Chandler       | 81           |                                          |
| 82  | Ashley Carty          | 82           |                                          |
| 83  | Hammad Miah           | 83           |                                          |
| 84  | James Wattana         | 84           |                                          |
| 85  | Alexander Ursenbacher | 85           |                                          |
| 86  | Thor Chuan Leong      | 86           |                                          |
| 87  | Chen Feilong          | 87           |                                          |
| 88  | Jamie Clarke          | 88           |                                          |
| 89  | Dominic Dale          | 89           |                                          |
| 90  | Zhang Jiankang        | 90           |                                          |
| 91  | Kishan Hirani         | 91           |                                          |
| 92  | Adam Stefanow         | 92           |                                          |
| 93  | Chang Bingyu          | 93           |                                          |
| 94  | Si Jiahui             | 94           |                                          |
| 95  | Louis Heathcote       | 95           |                                          |
| 96  | Mitchell Mann         | 96           |                                          |
| 97  | Jackson Page          | 97           |                                          |
| 98  | Nigel Bond            | 98           |                                          |
| 99  | Andy Lee              | 99           |                                          |
| 100 | Fan Zhengyi           | 100          |                                          |
| 101 | Xu Si                 | 101          |                                          |
| 102 | Ian Burns             | 102          |                                          |
| 103 | Chen Zifan            | 103          |                                          |
| 104 | David Grace           | 104          |                                          |
| 105 | Bai Langning          | 105          |                                          |
| 106 | Brandon Sargeant      | 106          |                                          |
| 107 | Igor Figueiredo       | 107          |                                          |
| 108 | Barry Pinches         | 108          |                                          |
| 109 | Kacper Filipiak       | 109          |                                          |
| 110 | Jamie O'Neill         | 110          |                                          |
| 111 | Soheil Vahedi         | 111          |                                          |
| 112 | Rod Lawler            | 112          |                                          |
| 113 | Duane Jones           | 113          |                                          |
| 114 | Simon Lichtenberg     | 114          |                                          |
| 115 | Billy Joe Castle      | 115          |                                          |
| 116 | Lei Peifan            | 116          |                                          |
| 117 | David Lilley          | 117          |                                          |
| 118 | James Cahill          | 118          |                                          |
| 119 | Gerard Greene         | 119          |                                          |
| 120 | Riley Parsons         | 120          |                                          |
| 121 | Eden Sharav           | 121          |                                          |
| 122 | Jimmy White           | 122          | 1992                                     |
| 123 | Andy Hicks            | 123          |                                          |
| 124 | Peter Lines           | 124          |                                          |
| 125 | Alex Borg             | 125          |                                          |
| 126 | Fraser Patrick        | 126          |                                          |
| 127 | Amiri Amine           | 127          |                                          |
| 128 | Ross Bulman           | (Dilettante) |                                          |

## Avvenimenti

### Sessantaquattresimi di finale
Nel primo turno del torneo rispettano le aspettative tutti i più forti fatta eccezione per Shaun Murphy che viene eliminato dall'israeliano Eden Sharav per 6-4 e David Gilbert che esce per mano di James Cahill (quest'ultimo aveva già eliminato Mark Selby nel primo turno della scorsa edizione e Ronnie O'Sullivan nel primo turno del Mondiale 2019).

### Trentaduesimi di finale
Nei trentaduesimi passano facilmente Ronnie O'Sullivan, Ding Junhui, John Higgins, Yan Bingtao, Jack Lisowski, Stephen Maguire, Graeme Dott, Mark Selby e Judd Trump. Mark Williams, che è tornato nel circuito dopo una pausa di più di un mese, perde contro il connazionale Michael White per 6-2 dopo essere stato sotto 4-0 alla pausa di metà sessione; lo stesso Williams aveva dichiarato prima della partita di essere entrato in una fase di odio per questo gioco. Kyren Wilson perde 6-5 contro Marco Fu, Stuart Bingham e Neil Robertson passano 6-4 rispettivamente contro Martin Gould e Robbie Williams. Alan McManus vince contro Barry Hawkins, realizzatore di un 147 nel precedente turno, Mark Allen la spunta al decisivo contro Jak Jones. Eden Sharav, giustiziere di Shaun Murphy, riesce a vincere 6-2 contro Daniel Wells così come i veterani Anthony Hamilton e Matthew Stevens. Convincente vittoria per Gary Wilson che batte per 6-4 Chris Wakelin dopo un iniziale svantaggio di 4-0 eguagliando anche il record di "centoni" consecutivi in un match (4).

### Sedicesimi di finale
La sorpresa più grande è la sconfitta del numero 1 Judd Trump che, dopo essere stato avanti per 3-1, perde 6-3 contro il veterano Nigel Bond mentre al contrario Ronnie O'Sullivan riesce a vincere 6-2 contro Noppon Saengkham. Dopo un avvio difficile John Higgins batte Ian Burns, Ding supera Ali Carter, Robertson batte King. Ottime vittorie le ottengono anche Bingham, Yan Bingtao, Maguire, Stevens, Allen e Gary Wilson. Selby batte Martin O'Donnell per 6-3 e Michael White avanza battendo Mark Davis per 6-5 da uno svantaggio di 3-5. Finisce il torneo di Sharav che perde contro Liang.

### Ottavi di finale
Negli ottavi avviene l'uscita del vincitore delle ultime due edizioni Ronnie O'Sullivan che perde 6-4 contro Ding nel giorno del suo compleanno. John Higgins vince una partita molto complicata contro Stuart Bingham. Yan Bingtao domina contro Robertson e vince 6-1. Passano Liang e Maguire per 6-4 e vincono al decisivo Allen, dopo essere arrivato all'ultima nera del frame e del match, Bond, da uno svantaggio di 2-5 e Stevens, arrivato a vincere alle 00:30 orario inglese, rispettivamente contro Maflin, Gary Wilson e Selby.

### Quarti di finale
Nelle sfide del pomeriggio Yan Bingtao batte Higgins per 6-3 e Ding supera l'amico Liang 6-2. In serata Maguire batte 6-4 Stevens dopo una lunga alternanza in vetta tra i due giocatori, mentre Allen vince il suo terzo match al decisivo in questo torneo contro Nigel Bond, che ha a sua volta concluso uno dei tornei più importanti della sua carriera.

### Semifinali
Nella prima semifinale Ding batte Yan per 6-2 tornando in finale in un titolo Ranking dopo quasi due anni dall'ultima e dopo 10 anni dall'ultima allo UK Championship vinta contro Higgins. Maguire domina il match contro Allen battendolo 6-0 tornando in finale in questo torneo dopo 12 anni.

### Finale
Fino alla pausa della prima sessione Ding conduce 4-0. Al rientro al tavolo Maguire vince tre frames consecutivi, mancando poi l'occasione di pareggiare sbagliando un tiro sulla biglia blu.
Nella seconda sessione il cinese si porta in vantaggio 7-3 e 8-4, poi lo scozzese ne vince due di fila ritornando vicino. Infine Ding vince gli ultimi due frames e vince il torneo per la terza volta dopo 10 anni esatti dall'ultima. Il numero uno di Cina torna inoltre a vincere un torneo dopo più di due anni, mentre il numero due di Scozia perde la sua seconda finale su tre giocate.

## Fase a eliminazione diretta
| Sessantaquattresimi di finale | Trentaduesimi di finale   | Sedicesimi di finale      | Ottavi di finale          | Quarti di finale          | Semifinali                | Finale                  |
| ----------------------------- | ------------------------- | ------------------------- | ------------------------- | ------------------------- | ------------------------- | ----------------------- |
| Al meglio degli 11 frames     | Al meglio degli 11 frames | Al meglio degli 11 frames | Al meglio degli 11 frames | Al meglio degli 11 frames | Al meglio degli 11 frames | Al meglio dei 19 frames |

### Sessantaquattresimi di finale
| Giocatore          | Giocatore             | Risultato |
| ------------------ | --------------------- | --------- |
| Ronnie O'Sullivan  | Ross Bulman           | 6 - 0     |
| Sam Craigie        | Tian Pengfei          | 4 - 6     |
| Noppon Saengkham   | Jackson Page          | 6 - 5     |
| Anthony McGill     | Mitchell Mann         | 6 - 1     |
| Ding Junhui        | Duane Jones           | 6 - 2     |
| Michael Georgiou   | Oliver Lines          | 6 - 4     |
| Ali Carter         | Brandon Sargeant      | 6 - 0     |
| Robert Milkins     | Harvey Chandler       | 6 - 4     |
| Li Hang            | Jamie Clarke          | 6 - 1     |
| Xiao Guodong       | Rod Lawler            | 6 - 1     |
| Marco Fu           | Craig Steadman        | 6 - 3     |
| Kyren Wilson       | Riley Parsons         | 6 - 0     |
| Liang Wenbó        | Dominic Dale          | 6 - 5     |
| Tom Ford           | David Grace           | 3 - 6     |
| Daniel Wells       | Zhang Anda            | 6 - 3     |
| Shaun Murphy       | Eden Sharav           | 4 - 6     |
| John Higgins       | Peter Lines           | 6 - 0     |
| Lu Ning            | Joe O'Connor          | 6 - 0     |
| Matthew Selt       | Ian Burns             | 0 - 6     |
| Michael Holt       | Adam Stefanow         | 6 - 1     |
| Stuart Bingham     | Lei Peifan            | 6 - 4     |
| Martin Gould       | Alfie Burden          | 6 - 4     |
| Thepchaiya Un-Nooh | Jamie O'Neill         | 6 - 5     |
| Zhao Xintong       | Alexander Ursenbacher | 6 - 5     |
| Stuart Carrington  | James Wattana         | 6 - 3     |
| Yan Bingtao        | Igor Figueiredo       | 6 - 1     |
| Peter Ebdon        | John Astley           | 6 - 5     |
| Jack Lisowski      | David Lilley          | 6 - 2     |
| Mark King          | Chang Bingyu          | 6 - 5     |
| Lyu Haotian        | Andy Lee              | 6 - 1     |
| Robbie Williams    | Luo Honghao           | 6 - 3     |
| Neil Robertson     | Alex Borg             | 6 - 0     |
| Mark Williams      | Fraser Patrick        | 6 - 2     |
| Michael White      | Fergal O'Brien        | 6 - 2     |
| Zhou Yuelong       | Fan Zhengyi           | 4 - 6     |
| Mark Davis         | Si Jiahui             | 6 - 5     |
| Stephen Maguire    | Billy Joe Castle      | 6 - 4     |
| Mark Joyce         | Jordan Brown          | 2 - 6     |
| Graeme Dott        | Barry Pinches         | 6 - 1     |
| Yuan Sijun         | Hammad Miah           | 6 - 5     |
| Matthew Stevens    | Chen Feilong          | 6 - 0     |
| Ryan Day           | Soheil Vahedi         | 6 - 3     |
| Anthony Hamilton   | Sam Baird             | 6 - 2     |
| David Gilbert      | James Cahill          | 4 - 6     |
| Martin O'Donnell   | Kishan Hirani         | 6 - 4     |
| Ricky Walden       | Xu Si                 | 6 - 3     |
| Liam Highfield     | Mike Dunn             | 6 - 2     |
| Mark Selby         | Andy Hicks            | 6 - 0     |
| Mark Allen         | Jimmy White           | 6 - 3     |
| Andrew Higginson   | Jak Jones             | 4 - 6     |
| Scott Donaldson    | Chen Zifan            | 6 - 1     |
| Ben Woollaston     | Zhang Jiankang        | 6 - 2     |
| Barry Hawkins      | Gerard Greene         | 6 - 2     |
| Alan McManus       | Elliot Slessor        | 6 - 1     |
| Jimmy Robertson    | Kacper Filipiak       | 6 - 4     |
| Kurt Maflin        | Thor Chuan Leong      | 6 - 2     |
| Chris Wakelin      | Ashley Carty          | 6 - 3     |
| Gary Wilson        | Bai Langning          | 6 - 3     |
| Sunny Akani        | Lee Walker            | 6 - 4     |
| Joe Perry          | Simon Lichtenberg     | 6 - 5     |
| Hossein Vafaei     | Louis Heathcote       | 5 - 6     |
| Luca Brecel        | Nigel Bond            | 5 - 6     |
| Ken Doherty        | Mei Xiwen             | 4 - 6     |
| Judd Trump         | Amiri Amine           | 6 - 0     |

### Trentaduesimi di finale
| Giocatore          | Giocatore        | Risultato |
| ------------------ | ---------------- | --------- |
| Ronnie O'Sullivan  | Tian Pengfei     | 6 - 0     |
| Noppon Saengkham   | Anthony McGill   | 6 - 3     |
| Ding Junhui        | Michael Georgiou | 6 - 2     |
| Ali Carter         | Robert Milkins   | 6 - 2     |
| Li Hang            | Xiao Guodong     | 6 - 4     |
| Marco Fu           | Kyren Wilson     | 6 - 5     |
| Liang Wenbó        | David Grace      | 6 - 3     |
| Daniel Wells       | Eden Sharav      | 2 - 6     |
| John Higgins       | Lu Ning          | 6 - 1     |
| Ian Burns          | Michael Holt     | 6 - 5     |
| Stuart Bingham     | Martin Gould     | 6 - 4     |
| Thepchaiya Un-Nooh | Zhao Xintong     | 4 - 6     |
| Stuart Carrington  | Yan Bingtao      | 2 - 6     |
| Peter Ebdon        | Jack Lisowski    | 2 - 6     |
| Mark King          | Lyu Haotian      | 6 - 1     |
| Robbie Williams    | Neil Robertson   | 4 - 6     |
| Mark Williams      | Michael White    | 2 - 6     |
| Fan Zhengyi        | Mark Davis       | 4 - 6     |
| Stephen Maguire    | Jordan Brown     | 6 - 2     |
| Graeme Dott        | Yuan Sijun       | 6 - 0     |
| Matthew Stevens    | Ryan Day         | 6 - 5     |
| Anthony Hamilton   | James Cahill     | 6 - 3     |
| Martin O'Donnell   | Ricky Walden     | 6 - 2     |
| Liam Highfield     | Mark Selby       | 3 - 6     |
| Mark Allen         | Jak Jones        | 6 - 5     |
| Scott Donaldson    | Ben Woollaston   | 4 - 6     |
| Barry Hawkins      | Alan McManus     | 4 - 6     |
| Jimmy Robertson    | Kurt Maflin      | 2 - 6     |
| Chris Wakelin      | Gary Wilson      | 4 - 6     |
| Sunny Akani        | Joe Perry        | 3 - 6     |
| Louis Heathcote    | Nigel Bond       | 5 - 6     |
| Mei Xiwen          | Judd Trump       | 1 - 6     |

### Sedicesimi di finale
| Giocatore         | Giocatore        | Risultato |
| ----------------- | ---------------- | --------- |
| Ronnie O'Sullivan | Noppon Saengkham | 6 - 2     |
| Ding Junhui       | Ali Carter       | 6 - 4     |
| Li Hang           | Marco Fu         | 6 - 4     |
| Liang Wenbó       | Eden Sharav      | 6 - 4     |
| John Higgins      | Ian Burns        | 6 - 1     |
| Stuart Bingham    | Zhao Xintong     | 6 - 1     |
| Yan Bingtao       | Jack Lisowski    | 6 - 3     |
| Mark King         | Neil Robertson   | 4 - 6     |
| Michael White     | Mark Davis       | 6 - 5     |
| Stephen Maguire   | Graeme Dott      | 6 - 2     |
| Matthew Stevens   | Anthony Hamilton | 6 - 2     |
| Martin O'Donnell  | Mark Selby       | 3 - 6     |
| Mark Allen        | Ben Woollaston   | 6 - 1     |
| Alan McManus      | Kurt Maflin      | 2 - 6     |
| Gary Wilson       | Joe Perry        | 6 - 1     |
| Nigel Bond        | Judd Trump       | 6 - 3     |

### Ottavi di finale
| Giocatore         | Giocatore       | Risultato |
| ----------------- | --------------- | --------- |
| Ronnie O'Sullivan | Ding Junhui     | 4 - 6     |
| Li Hang           | Liang Wenbó     | 4 - 6     |
| John Higgins      | Stuart Bingham  | 6 - 4     |
| Yan Bingtao       | Neil Robertson  | 6 - 1     |
| Michael White     | Stephen Maguire | 4 - 6     |
| Matthew Stevens   | Mark Selby      | 6 - 5     |
| Mark Allen        | Kurt Maflin     | 6 - 5     |
| Gary Wilson       | Nigel Bond      | 5 - 6     |

### Quarti di finale
| Giocatore       | Giocatore       | Risultato |
| --------------- | --------------- | --------- |
| Ding Junhui     | Liang Wenbó     | 6 - 2     |
| John Higgins    | Yan Bingtao     | 3 - 6     |
| Stephen Maguire | Matthew Stevens | 6 - 4     |
| Mark Allen      | Nigel Bond      | 6 - 5     |

### Semifinali
| Giocatore       | Giocatore   | Risultato |
| --------------- | ----------- | --------- |
| Ding Junhui     | Yan Bingtao | 6 - 2     |
| Stephen Maguire | Mark Allen  | 6 - 0     |

### Finale
| Barbican Centre, York, Inghilterra, Regno Unito, 8 dicembre 2019 Arbitro: Greg Coniglio                        | Barbican Centre, York, Inghilterra, Regno Unito, 8 dicembre 2019 Arbitro: Greg Coniglio | Barbican Centre, York, Inghilterra, Regno Unito, 8 dicembre 2019 Arbitro: Greg Coniglio |
| Ding Junhui (16)                                                                                               | 10 - 6                                                                                  | Stephen Maguire (14)                                                                    |
| --- | --------------------------------------------------------------------------------------- | --------------------------------------------------------------------------------------- |
| Prima sessione: 1-0 2-0 3-0 4-0 4-1 4-2 4-3 5-3 (5-3) Seconda sessione: 6-3 7-3 7-4 8-4 8-5 8-6 9-6 10-6 (5-3) |                                                                                         |                                                                                         |
| Miglior Break: 131 Century Breaks: 4                                                                           | [ 3 ]                                                                                   | Miglior Break: 124 Century Breaks: 3                                                    |
| Ding Junhui vince lo UK Championship 2019                                                                      |                                                                                         |                                                                                         |

### Statistiche
| Giocatore             | Differenza tra i frames |
| --------------------- | ----------------------- |
| Ding Junhui           | +24                     |
| Stephen Maguire       | +16                     |
| Yan Bingtao           | +16                     |
| John Higgins          | +15                     |
| Ronnie O'Sullivan     | +14                     |
| Mark Selby            | +11                     |
| Kurt Maflin           | +11                     |
| Matthew Stevens       | +10                     |
| Gary Wilson           | +9                      |
| Li Hang               | +8                      |
| Ali Carter            | +8                      |
| Judd Trump            | +8                      |
| Michael White         | +7                      |
| Stuart Bingham        | +7                      |
| Graeme Dott           | +6                      |
| Mark Allen            | +5                      |
| Nigel Bond            | +5                      |
| Neil Robertson        | +5                      |
| Jack Lisowski         | +5                      |
| Kyren Wilson          | +5                      |
| Liang Wenbó           | +4                      |
| Eden Sharav           | +4                      |
| Mark King             | +4                      |
| Michael Holt          | +4                      |
| Martin O'Donnell      | +3                      |
| Alan McManus          | +3                      |
| Anthony Hamilton      | +3                      |
| Scott Donaldson       | +3                      |
| Xiao Guodong          | +3                      |
| Stuart Carrington     | +3                      |
| David Grace           | +3                      |
| Mark Davis            | +2                      |
| Ian Burns             | +2                      |
| Marco Fu              | +2                      |
| Barry Hawkins         | +2                      |
| Ryan Day              | +2                      |
| Anthony McGill        | +2                      |
| James Cahill          | +2                      |
| Ben Woollaston        | +1                      |
| Chris Wakelin         | +1                      |
| Lu Ning               | +1                      |
| Jak Jones             | +1                      |
| Robbie Williams       | +1                      |
| Liam Highfield        | +1                      |
| Simon Lichtenberg     | +1                      |
| Noppon Saengkham      | 0                       |
| Jordan Brown          | 0                       |
| Mark Williams         | 0                       |
| Louis Heathcote       | 0                       |
| Fan Zhengyi           | 0                       |
| Martin Gould          | 0                       |
| Lyu Haotian           | 0                       |
| Joe Perry             | -1                      |
| Sunny Akani           | -1                      |
| Ricky Walden          | -1                      |
| Dominic Dale          | -1                      |
| Daniel Wells          | -1                      |
| Thepchaiya Un-Nooh    | -1                      |
| Alexander Ursenbacher | -1                      |
| Jackson Page          | -1                      |
| Luca Brecel           | -1                      |
| John Astley           | -1                      |
| Si Jiahui             | -1                      |
| Hammad Miah           | -1                      |
| Hossein Vafaei        | -1                      |
| Chang Bingyu          | -1                      |
| Jamie O'Neill         | -1                      |
| Zhao Xintong          | -2                      |
| Jimmy Robertson       | -2                      |
| Robert Milkins        | -2                      |
| Michael Georgiou      | -2                      |
| Sam Craigie           | -2                      |
| Lei Peifan            | -2                      |
| Billy Joe Castle      | -2                      |
| David Gilbert         | -2                      |
| Andrew Higginson      | -2                      |
| Oliver Lines          | -2                      |
| Alfie Burden          | -2                      |
| Lee Walker            | -2                      |
| Zhou Yuelong          | -2                      |
| Ken Doherty           | -2                      |
| Shaun Murphy          | -2                      |
| Kishan Hirani         | -2                      |
| Harvey Chandler       | -2                      |
| Kacper Filipiak       | -2                      |
| Peter Ebdon           | -3                      |
| Mei Xiwen             | -3                      |
| Craig Steadman        | -3                      |
| Zhang Anda            | -3                      |
| James Wattana         | -3                      |
| Luo Honghao           | -3                      |
| Soheil Vahedi         | -3                      |
| Xu Si                 | -3                      |
| Bai Langning          | -3                      |
| Tom Ford              | -3                      |
| Jimmy White           | -3                      |
| Ashley Carty          | -3                      |
| Tian Pengfei          | -4                      |
| Fergal O'Brien        | -4                      |
| Duane Jones           | -4                      |
| David Lilley          | -4                      |
| Fraser Patrick        | -4                      |
| Mark Joyce            | -4                      |
| Sam Baird             | -4                      |
| Gerard Greene         | -4                      |
| Thor Chuan Leong      | -4                      |
| Zhang Jiankang        | -4                      |
| Mike Dunn             | -4                      |
| Yuan Sijun            | -5                      |
| Jamie Clarke          | -5                      |
| Mitchell Mann         | -5                      |
| Adam Stefanow         | -5                      |
| Andy Lee              | -5                      |
| Barry Pinches         | -5                      |
| Rod Lawler            | -5                      |
| Igor Figueiredo       | -5                      |
| Chen Zifan            | -5                      |
| Elliot Slessor        | -5                      |
| Brandon Sargeant      | -6                      |
| Joe O'Connor          | -6                      |
| Alex Borg             | -6                      |
| Peter Lines           | -6                      |
| Chen Feilong          | -6                      |
| Andy Hicks            | -6                      |
| Matthew Selt          | -6                      |
| Riley Parsons         | -6                      |
| Amiri Amine           | -6                      |
| Ross Bulman           | -6                      |
| Simon Lichtenberg     | -6                      |

### Century Breaks (139)
| N° | Giocatore             | Century Breaks | Miglior Break |
| -- | --------------------- | -------------- | ------------- |
| 1  | Stephen Maguire       | 11             | 135           |
| 2  | Ding Junhui           | 10             | 131           |
| 3  | Gary Wilson           | 7              | 134           |
| 4  | Li Hang               | 6              | 137           |
| 5  | Yan Bingtao           | 5              | 135           |
| =  | Stuart Bingham        | 5              | 127           |
| 6  | Mark Davis            | 4              | 133           |
| =  | Ronnie O'Sullivan     | 4              | 133           |
| 7  | Mark Allen            | 3              | 141           |
| =  | Ali Carter            | 3              | 139           |
| =  | Mark Selby            | 3              | 134           |
| =  | Mark Williams         | 3              | 133           |
| =  | Michael Holt          | 3              | 129           |
| =  | Judd Trump            | 3              | 125           |
| =  | John Higgins          | 3              | 124           |
| =  | Ricky Walden          | 3              | 120           |
| =  | Marco Fu              | 3              | 117           |
| =  | Michael White         | 3              | 115           |
| =  | Neil Robertson        | 3              | 107           |
| =  | Jak Jones             | 3              | 104           |
| 8  | Matthew Stevens       | 2              | 135           |
| =  | Daniel Wells          | 2              | 134           |
| =  | Anthony Hamilton      | 2              | 131           |
| =  | Martin O'Donnell      | 2              | 130           |
| =  | Zhao Xintong          | 2              | 128           |
| =  | Kurt Maflin           | 2              | 128           |
| =  | Mei Xiwen             | 2              | 127           |
| =  | Kacper Filipiak       | 2              | 118           |
| =  | Nigel Bond            | 2              | 114           |
| =  | Alan McManus          | 2              | 112           |
| =  | Jimmy Robertson       | 2              | 107           |
| =  | David Gilbert         | 2              | 106           |
| =  | Ian Burns             | 2              | 103           |
| 9  | Barry Hawkins         | 1              | 147 (£15.000) |
| =  | Lu Ning               | 1              | 140           |
| =  | Hossein Vafaei        | 1              | 138           |
| =  | Alexander Ursenbacher | 1              | 136           |
| =  | James Cahill          | 1              | 130           |
| =  | Ryan Day              | 1              | 127           |
| =  | Luca Brecel           | 1              | 124           |
| =  | Tom Ford              | 1              | 124           |
| =  | Si Jiahui             | 1              | 123           |
| =  | Liam Highfield        | 1              | 119           |
| =  | Xu Si                 | 1              | 117           |
| =  | David Grace           | 1              | 115           |
| =  | Sam Baird             | 1              | 107           |
| =  | Martin Gould          | 1              | 105           |
| =  | Zhou Yuelong          | 1              | 104           |
| =  | Sunny Akani           | 1              | 104           |
| =  | Liang Wenbó           | 1              | 104           |
| =  | Graeme Dott           | 1              | 103           |
| =  | Craig Steadman        | 1              | 102           |
| =  | Zhang Jiankang        | 1              | 102           |
| =  | Anthony McGill        | 1              | 102           |
| =  | Kyren Wilson          | 1              | 101           |
| =  | Noppon Saengkham      | 1              | 101           |
| =  | Jordan Brown          | 1              | 101           |
| =  | Mark King             | 1              | 100           |

### Break Massimi da 147 (1)
| N° | Giocatore     | Avversario    |
| -- | ------------- | ------------- |
| 1  | Barry Hawkins | Gerard Greene |